# 金伯莉·德里克
金伯莉·德里克（英語：Kimberly Derrick，1985年4月28日—），美国女子短道速滑运动员。她曾代表美国参加2006年和2010年冬季奥林匹克运动会短道速滑比赛，获得一枚铜牌。